# Siagonodon cupinensis
Siagonodon cupinensis là một loài rắn trong họ Leptotyphlopidae. Loài này được Bailey & Carvalho mô tả khoa học đầu tiên năm 1946.